# GAZ-3110 Wołga
GAZ-3110 Wołga – samochód osobowy klasy średniej-wyższej produkowany przez rosyjską firmę GAZ w latach 1996-2005. Dostępny jako 4-drzwiowy sedan oraz 5-drzwiowe kombi. Następca modelu 31029 Wołga. Moc przenoszona była na oś tylną poprzez 5-biegową manualną skrzynię biegów. Samochód został zastąpiony przez model 31105 Wołga.

## Dane techniczne (R4 2.3)

### Silnik
- R4 ZMZ-4062.10 2,3 l (2287 cm³), 4 zawory na cylinder, DOHC
- Chłodzony cieczą, montowany wzdłużnie z przodu
- Średnica cylindra × skok tłoka: 92,00 mm × 86,00 mm
- Stopień sprężania: 9,3:1
- Moc maksymalna: 131 KM (96 kW) przy 5200 obr./min
- Maksymalny moment obrotowy: 188 N•m przy 4000 obr./min

### Osiągi
- Przyspieszenie 0-100 km/h: 14,5 s
- Prędkość maksymalna: 175 km/h
- Spalanie (90 km/h / 120 km/h / miasto) w l/100 km: 9,5 / 11,5 / 14,0

### Inne
- Hamulce przód: wentylowane hamulce tarczowe
- Hamulce tył: bębny
- Felgi: 7J x 15
- Opony: 195/65 R15